# Adrien Bels
Adrien Bels est un agriculteur et homme politique français né le 25 octobre 1882 au Bugue (Dordogne) et décédé le 15 août 1964 à Saint-Alvère (Dordogne).

## Biographie
Il est conseiller général de 1911 à 1961, maire de Saint-Alvère en 1912. Il devient sénateur du département de la Dordogne en 1936 et s'inscrit au groupe de la Gauche démocratique, affilié au Parti radical-socialiste.
Réélu en 1939, il vote, le 10 juillet 1940, en faveur de la remise des pleins pouvoirs au Maréchal Pétain.
Il parvient néanmoins à retrouver un mandat parlementaire sous la Quatrième République en redevenant, en 1951, sénateur de la Dordogne, siégeant à nouveau au groupe de la Gauche démocratique. Il est battu aux élections de 1955.

## Sources
- « Adrien Bels », dans le Dictionnaire des parlementaires français (1889-1940), sous la direction de Jean Jolly, PUF, 1960 [détail de l’édition]